# 1017 Records
1017 Records, anche nota come 1017 Eskimo e 1017 Bricksquad, è un'etichetta discografica statunitense con sede ad Atlanta, fondata dal rapper Gucci Mane dopo la sua ripartita dalla Mizay Entertainment e la chiusura di So Icy.

## Artisti

### Artisti attuali
- Gucci Mane
- Pooh Shiesty
- Foogiano

### Artisti precedenti
1017 Brick Squad
- Waka Flocka Flame
- OJ da Juiceman
- Zaytoven
- Wooh da Kid
- Kebo Gotti
- Slim Dunkin
- Frenchie
- Mack Drama
- Southside
- Young Thug
- Young Scooter
- OG Boo Dirty
- Peewee Longway
- Migos
- Chief Keef
- Yung Beef
- Young Joey

1017 Eskimo
- Yung Mal
- Lil Quill
- Lil Wop
- Asian Doll
- Hoodrich Pablo Juan
- Ralo
- Z-Money

1017 Global
- Big Scarr
- Enchanting
- Roboy
- K Shiday
- Hotboy Wes